# Línia evolutiva de Happiny
Aquesta línia evolutiva de Pokémon inclou Happiny, Chansey i Blissey.

## Happiny
Happiny és una de les espècies que apareixen a la franquícia Pokémon. És de tipus normal. Evoluciona a Chansey.

### Informació general[calcitació]
Happiny és un petit Pokémon que té la forma d'un ou. Un Happiny té un suau i allumenat cos de color rosa. A la part superior del seu cap hi té una coleta que sembla cabell, però té el mateix color i textura que el seu cos. Té tres bonys en la seua front. A diferència del seu evolucionat les formes, la bosses són petites i no en els seus estómac, la bossa està voltant de la meitat inferior del seu cos. De fet,és la meitat inferior del seu cos. La borsa s'assembla a un bolquer. És de color roig amb una ratlla blanca al voltant de la seva part superior. És de goma i flexible, permetent la Happiny a posar les coses en ella amb facilitat. Els Happiny són encara nadons i no poden produir ous encara. Per compensar açò, porta una pedra blanca amb forma d'ou per imitar a Chansey i a Blissey. Això no obstant, si Happiny porta una Pedra Oval, serà capaç d'evolucionar i produir per si mateix els ous.

## Chansey
Chansey és una de les espècies que apareixen a la franquícia Pokémon. És de tipus normal. Evoluciona de Happiny i evoluciona a Blissey.

## Blissey
Blissey és una de les espècies que apareixen a la franquícia Pokémon. És de tipus normal i evoluciona de Chansey.

### Informació general[calcitació]
Blissey és la forma evolucionada del Pokémon Chansey (Happiny - Chansey - Blissey). Chansey evoluciona a Blissey a l'arribar a un nivell òptim d'amistat. Els tres Pokémon (Happiny, Chansey i Blissey) es caracteritzen per tenir la pell de color rosat i tenir un ou ple de nutrients en el ventre. L'ou permet un atac dit Amortidor. És un atac més resistent que Recuperació, i pot usar-se fora del combat (igual que atacs com Batut). És l'únic Pokémon junt amb la seua pre-evolució Chansey, que pot aprendre amortidor durant les generacions II a IV (excepte Mew, la família Togepi i Clefairy que també poden fer-ho en part de la III generació).
Blissey és molt compassiva i curosa, a més de detectar sentiments de tristesa a través de la seua pell, de manera que immediatament correrà directe cap a la font del problema per a compartir un dels seus ous. Aquest és una exquisita menja en l'univers Pokémon, i causarà immediatament al qualsevol que ho menge un estat d'eufòria. Blissey a més atendrà a qualsevol criatura malalta amb una amorosa cura, usant el poder sanador del seu ou. Blissey és una espècie que només té sexe femení.

### En l'anime[calcitació]
Blissey apareix per primera vegada en l'episodi 129 La meua amiga Blissey!. Aquest Blissey es va mantenir accidentalment fent coses que no eren favorables per aquells que estaven al seu voltant a pesar de les seues bones intencions. L'Equip Rocket se va acostar a Blissey i el Pokémon Feliç aparentment va reconèixer a Jessie, fent-li recordar els seus dies d'estudi en una escola d'infermeres Pokémon.
Molt feliç de tornar a veure a la seua vella amiga Jessie, Blissey amb entusiasme els donà a l'Equip Rocket tot el menjar del rebost del Centre Pokémon. L'Equip Rocket eventualment decidí fer creure que ells van robar el rebost, perquè Blissey havia sigut culpada per un crim que no va cometre.